# 한반도
한반도(韓半島), 조선반도(朝鮮半島)는 정치지리학적으로 동아시아에 위치해 있으며, 지정학적으로 유라시아 대륙의 동부에 있는 반도이다. 삼면이 바다와 맞닿아 있으며 동쪽 바다는 동해, 서쪽 바다는 황해, 남쪽 바다는 남해이다. 
한반도에 최초로 나타난 국가는 고조선이다. 이후 삼국시대를 거쳐 936년 고려의 후삼국 통일을 시작으로 조선까지 약 1000년간 단일 국가로 통치되어 왔다. 그러나 1945년에 미국과 소련의 분할점령에 따른 군정으로 인해 이념을 달리한 두 국가가 건국되었고, 1950년 한국전쟁의 발발과 휴전으로 두 국가의 분단이 고착화되었다. 휴전선을 기준으로 남쪽에는 대한민국, 북쪽에는 조선민주주의인민공화국이 있다.
한반도의 인구는 약 7700만여 명으로, 대한민국의 인구가 5000만 명으로서 3분의 2를 차지한다. 한반도에서 가장 인구가 많은 도시는 대한민국의 수도인 서울특별시이며, 2024년 기준 약 939만 명으로 집계된다. 서울특별시는 인천광역시, 경기도와 함께 한반도 최대의 인구 밀집 지역이자 도시권인 수도권을 형상하고 있으며 이 지역의 인구는 2600만 명에 달한다.

## 명칭
대한민국, 홍콩, 마카오 등지에서는 한반도(韓半島)로 표현하고, 조선민주주의인민공화국, 중화인민공화국, 중화민국, 일본, 베트남, 말레이시아 등의 화교권(중국인 마을 등) 등지에서는 조선반도(朝鮮半島)라고 부른다. 영어권에서는 보통 Korean Peninsula라고 표현된다.

## 역사

### 고대
한반도에 최초로 나타난 국가는 고조선이다. 고조선은 만주와 한반도 서북부를 다스렸던 국가로 파악되고 있다. 기원전 4세기에서 기원전 2세기 무렵 한반도 남부에는 진국이 나타난 것으로 파악되고 있다. 후에 고조선의 왕이었던 준왕과 다수의 유이민들이 진국에 가서 한(韓)을 세웠고, 후에 마한, 변한, 진한의 삼한이 되었다. 고조선은 한나라의 공격으로 멸망하였고, 한나라는 옛 고조선의 땅에 한사군을 설치하였다. 기원전 2세기에 이르러서는 만주에 위치했던 부여와 더불어 옥저, 동예, 삼한이 출현하게 되었는데 이 시기를 원삼국 시대라고 한다.
차츰 압록강 유역에서 고구려가 건국되었다. 고구려 계통의 유이민들이 마한 부족국 연맹체로 유입되어 한강 유역에서 백제를 건국하게 되었다. 서라벌 지역에서는 신라가 건국되었다. 한반도 중남부 지역에서는 변한이 가야가 되어 연맹체제를 이루었는데 후에 대부분의 지역이 신라에 병합되었다. 이 과정에서 고구려, 백제, 신라가 중앙 집권 국가로 성장하게 되었는데 이 시기를 삼국 시대라고 부른다.
삼국은 서로 대립하기도 하고 협력하기도 하면서 발전해갔다. 그러다 신라가 당나라와 나당군사동맹을 맺고, 백제와 고구려를 공격해 멸망시켰다. 이후 신라는 백제 유민들, 고구려 유민들과 함께 당나라 세력을 물리쳐서 676년에 부분적인 신라의 삼국통일을 이루었다. 한편 고구려의 멸망으로부터 약 30여년이 지났을 때, 고구려 출신 장수였던 대조영은 고구려 유민들, 말갈 세력과 함께 한반도 북부-만주-연해주 일대에 발해를 건국했다. 이렇게 신라와 발해가 공존했던 기간을 남북국 시대라고 부른다.

### 중세
발해는 지배층의 분열과 거란의 급속한 성장과 함께 멸망했고, 신라는 지배층의 타락과 각 지역의 반란으로 인해 점차 수도를 제외한 지역의 통치력이 약화되었다. 이러한 시기에 견훤은 백제 유민들과 더불어 후백제를 세웠고, 궁예는 고구려 유민들과 더불어 후고구려를 세웠다. 이 시기를 후삼국 시대라고 부른다. 이후 후고구려의 장수였던 왕건이 다른 호족 세력들과 함께 궁예를 축출하였고, 고려를 건국하였다. 고려는 신라와 후백제를 멸망시키고 후삼국을 통일하였다. 그리고 발해가 멸망한 뒤, 많은 발해 유민들을 수용하였다.
한반도의 대부분을 차지하여 다스렸던 고려는 요나라, 금나라와 대립하기도 하였다. 후에는 몽골과 대립하다 결국 원나라의 간섭을 받게 되었다. 그러나 후에 공민왕은 지속적인 반원(反元) 운동을 실시하였고, 원나라의 지배력이 약해진 틈을 타 원나라의 간섭에서 벗어날 수 있었다.
고려의 장수였던 이성계는 고려를 멸망시키고 정권을 잡아 조선을 건국하였다. 후에 세종 때에는 한반도 북부의 여진족들을 물리치고 4군 6진을 개척하였으며, 압록강과 두만강을 경계로 한 오늘날 한반도의 경계가 비로소 규정되었다.

### 근현대
조선 후기에는 여러 제국주의 열강들이 조선의 이권을 침탈하였다. 고종은 국호를 대한제국, 연호를 광무(光武)로 새로 정하고 황제로 즉위하였다. 대한제국의 근대적 개혁 시도에도 불구하고 1910년 한일 병합으로 한반도는 일본 제국의 식민지가 되었으며 35년간의 일제강점기를 맞이하였다. 1919년 3·1 운동을 계기로 한국인들은 대한민국 임시정부를 비롯한 대내외적 독립운동을 전개해 나갔다. 
1945년 8월 15일 광복으로 일제로부터 독립된 한반도는 앞서 얄타회담에서 미국과 소련이 이룬 비공식적 합의에 따라 양국의 신탁 통치하에 들어갔는데 이를 군정기라고 칭한다. 그 후에 한반도는 남과 북으로 분단되었다. 북위 38도를 기준으로 남쪽은 미국의 군사통치, 북쪽은 소련의 군사통치로 인해 분단되었다. 이후에 남쪽에는 1948년 8월 15일에 대한민국 정부가 수립되었고, 북쪽에는 1948년 9월 9일에 조선민주주의인민공화국이 수립되었다. 
1950년 6월 25일, 조선민주주의인민공화국이 대한민국에 기습적으로 침공하여 한국 전쟁이 일어났다. 전쟁은 약 3년 동안 진행되었고, 결국 1953년 7월 27일 휴전 협정으로 인하여 휴전선 이남은 대한민국, 휴전선 이북은 조선민주주의인민공화국이 통치하게 되어 오늘날까지 휴전 및 분단 상태가 이어지고 있다.

## 지리
한반도는 중화인민공화국 둥베이와 러시아를 향해 약 1,000 km 정도 뻗어 있다. 중화인민공화국과는 압록강 및 두만강을 경계로 1,315km를, 러시아와는 두만강 하류를 경계로 17km의 국경을 맞대고 있다. 산악 지형이 면적의 70%이상을 차지하며, 해안선의 길이는 8,460km에 달한다. 한반도에서 육지의 동ㅡ서 폭이 가장 좁은 구간은 평양에서 약간 북쪽의 평안남도~함경남도 구간이다.
한반도의 면적은 22만 748km2인데, 북한이 12만km2, 남한이 10만km2정도를 차지하며 한국 면적은 한반도의 45%를 차지하지만, 인구등은 더 많다.

### 지질

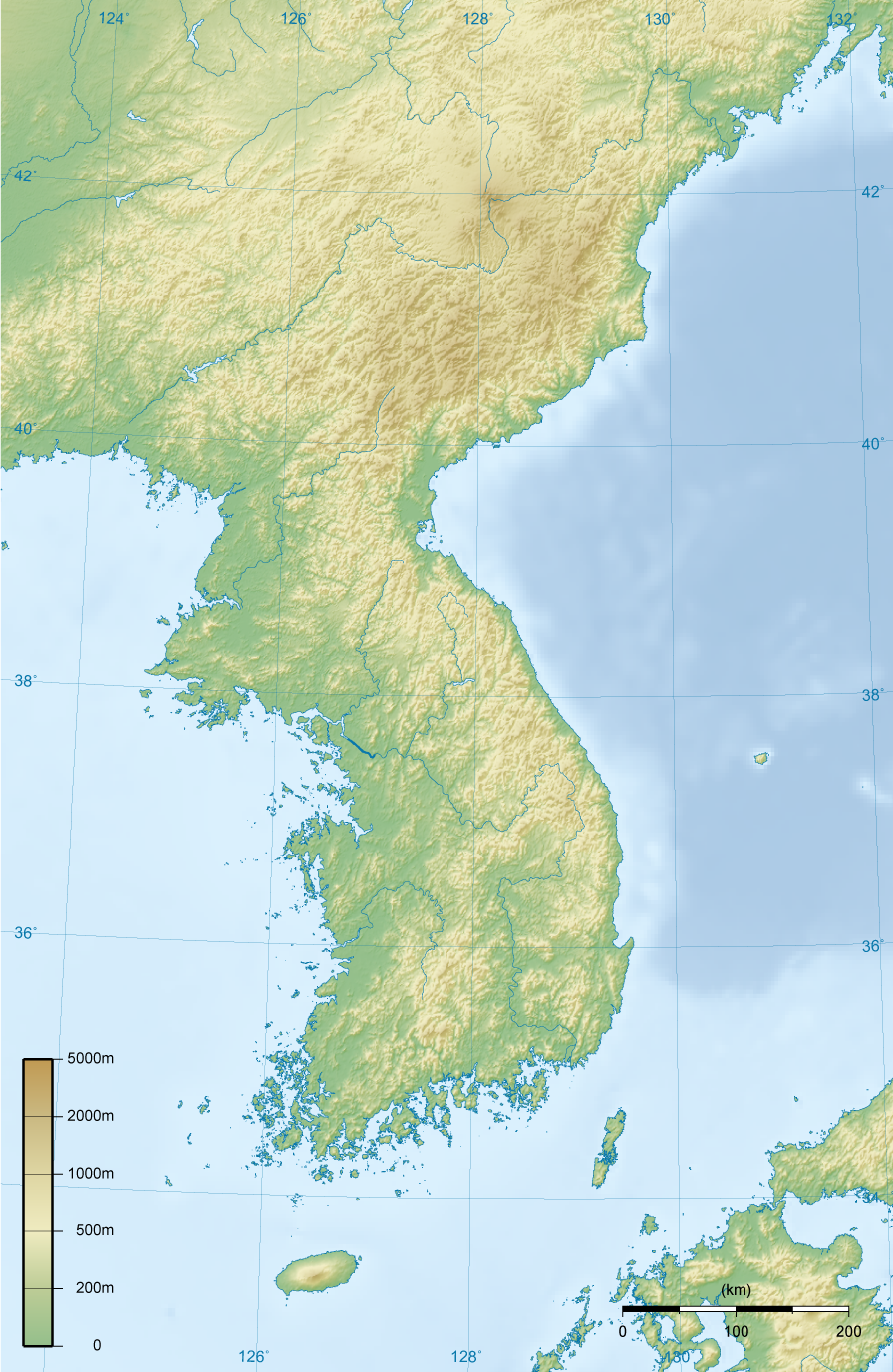
한반도의 지형

한반도는 추가령 구조곡을 경계로 하여 남쪽과 북쪽의 지질 구조가 현격한 차이를 나타난다. 북쪽으로는 요동반도와 평행한 방향으로 뻗은 평남 분지, 두만 분지, 관모봉 분지, 단천 습곡대, 낭림 분지가 펼쳐지며, 남쪽으로는 옥천대(沃川帶)를 사이에 두고 경기 육괴, 영남 육괴와 경상 분지로 이루어진다. 경기육괴와 영남육괴는 주로 선캄브리아 시대의 변성암으로 되어있다. 평남 분지는 한반도 남부의 태백산 분지는 고생대의 해성 퇴적암으로 되어있다. 이 분지들의 퇴적은 단속적이어서 실루리아기와 데본기 동안에는 퇴적작용이 일어나지 않았다.
고생대 전기동안의 퇴적층을 조선 누층군(朝鮮累層群)이라고 부르며, 고생대 후기동안의 퇴적층을 평안 누층군이라고 한다. 두 누층군은 평행 부정합으로 접촉한다. 조선 누층군에서는 석회암을, 평안 누층군에서는 석탄을 채굴한다. 경상 분지는 중생대 백악기에 퇴적된 육성층(陸成層)으로 아직 큰 지질 운동을 겪은 적이 없기 때문에 평행한 층리가 잘 보존되어 있다.
제3기 동안에는 동해의 형성과 관련되었다고 생각되는 경동 운동(傾東運動)의 영향으로 동쪽으로 태백산맥과 낭림산맥이 융기해서 남북의 고저 차이와 버금가는 동서 간에 고저 차이가 두드러지게 나타나게 되었다. 이는 또한 동해안의 지형 구조와 밀접한 관계를 갖고 있는데, 동해안은 융기 지형으로서 가파르게 내려가는 해안 경사가 특징이며, 서해와 남해는 완만한 경사의 해안을 갖고 있다.
제3기 중신세(中新世) 이후에 일어난 단층 및 요곡(撓曲) 운동의 결과 대체적으로 동쪽이 높고 서쪽으로 낮아진 경동지형(傾東地形)을 이룬다. 따라서 한국의 높은 산들은 대부분 동해안 쪽에 치우쳐서 지형의 등줄기를 이룬다. 그 높은 등줄기 산지는 동쪽으로는 급경사를 이루면서 동해안에 임박하지만, 서쪽으로는 완만한 경사를 이루어 서서히 고도를 낮추면서 서해안에 이른다.
신생대 동안에는 수차례의 화산 활동이 있었다. 현무암질 마그마의 분출로 백두산과 개마고원이 형성되었다. 독도, 울릉도, 제주도는 모두 화산 활동을 통하여 생긴 섬들이다. 개마고원 말고도 철원에서는 현무암질 마그마가 분출하여 용암대지를 이루고 있다.
지구상의 모든 물의 압력을 받는 태평양 해구의 저항에너지 파형 모양의 중간지점이다. 동쪽이 흉기되며 서쪽이 침하가 이루어지고 있음이 지도의 고저표현에 보인다. 기간을 단언 하지 못하지만 동쪽의 흉기는 진행형이며 서쪽은 침하 중이다.

### 산지

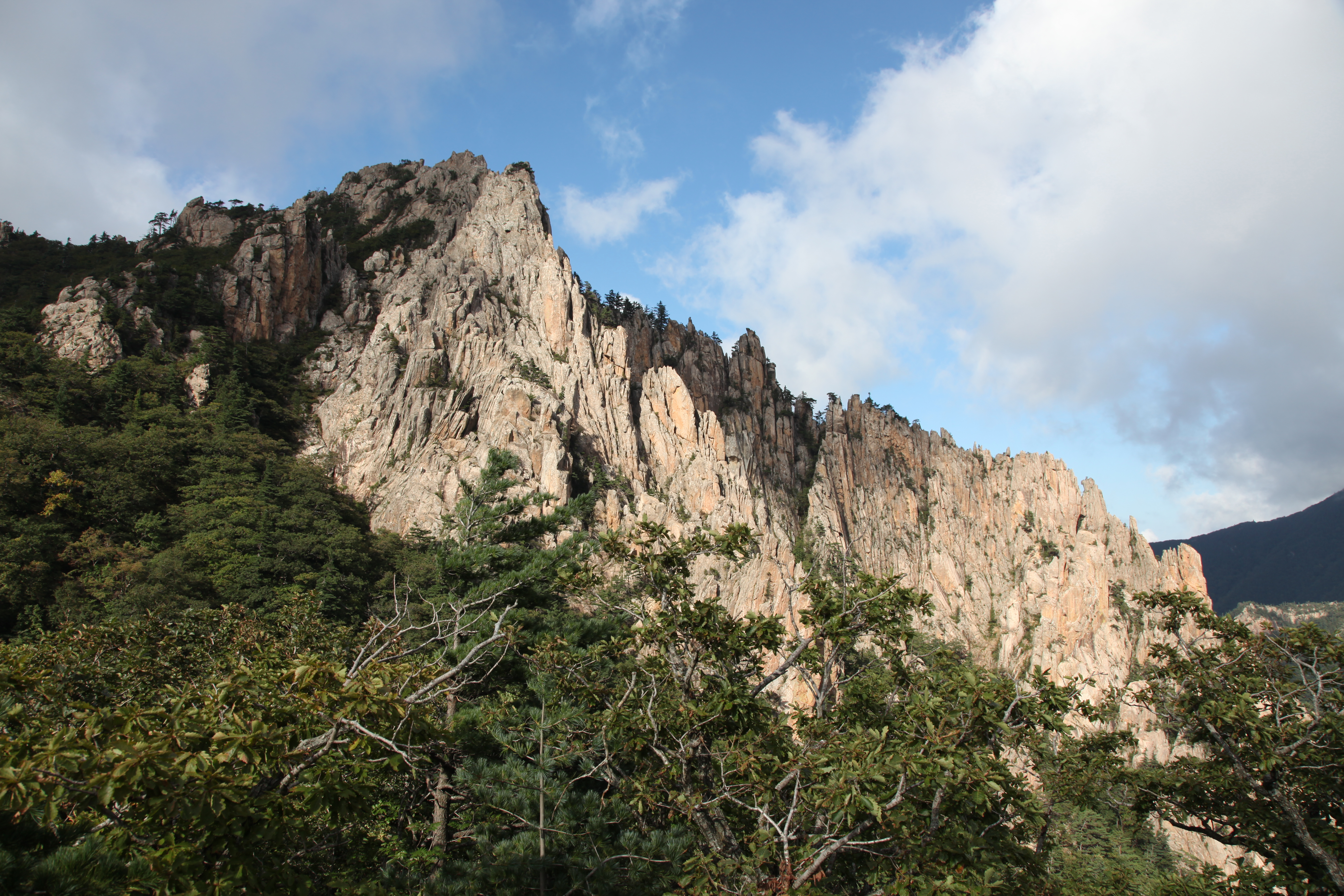
설악산

한국의 산맥 분포는 우리 국토의 지형 특색을 크게 결정짓는다. 한국의 산맥 가운데 가장 기본이 되는 것은 태백산맥(太白山脈)과 낭림산맥(狼林山脈) 등 이른바 한국 방향의 산맥이다. 그리고 요동[遼東] 방향의 산맥과 중국 방향의 산맥으로 나눌 수 있다. 그 중 강남산맥(江南山脈)·적유령산맥(狄踰嶺山脈)·묘향산맥(妙香山脈)·언진산맥(彦眞山脈)·멸악산맥(滅惡山脈)·함경산맥(咸鏡山脈) 등은 요동방향 산맥이고, 마식령산맥(馬息嶺山脈)·광주산맥(廣州山脈)·차령산맥(車嶺山脈)·소백산맥(小白山脈)·노령산맥(蘆嶺山脈) 등은 중국 방향 산맥에 속한다.
그들 산맥에는 백두산(白頭山:2,744m)·관모봉(冠帽峰:2,540m)을 비롯한 고봉들이 솟아 있는데, 휴전선 이남에 있는 주요 산은 소백산맥에 속하는 지리산(智異山:1,915m), 태백산맥에 속하는 설악산(雪嶽山:1,708m)·태백산(太白山:1,567m) 등이다. 제주의 한라산(漢拏山:1,950m)은 휴전선 이남에서 가장 높은 산이지만 그 성인이 육지부의 산과는 상이하다. 산맥에는 교통의 요충지 역할을 하는 재[峙:고개]가 많이 분포해 있고 이 중 고도가 높은 재들은 대부분 휴전선 이북에 있다. 휴전선 이남에서는 대관령(大關嶺:832m)·육십령(六十嶺:734m)·죽령(竹嶺:689m) 등이 널리 알려져 있다.
한국의 산지에는 일정한 고도에 평탄면이 있는데, 해발고도에 따라 고위면·중위면·저위면 등으로 나뉜다. 고위면은 해발고도 900m 이상의 고도에 300m 내외의 소기복을 이루면서 나타나고 중위면은 300∼700m에 걸친 고도에 나타난다. 저위면은 원주와 충주를 잇는 선의 서쪽 남한강 하류 등지에 나타나는 평탄면으로, 해발고도 30∼70m의 산록완사면과 70∼80m의 저구릉성 침식지형이 여기에 포함된다. 산정에 평탄면이 생성되어 있는 경우에는 그 곳에 산성취락(山城聚落)이 형성되는 경우가 많다.

### 하천
압록강(鴨綠江)·대동강(大同江)·한강(漢江)·금강(錦江)·영산강(榮山江)·낙동강(洛東江) 등 대부분의 하천은 지형관계로 황해나 남해로 흐른다. 하천의 유량은 극히 불규칙하여 여름에는 홍수를 일으키는 하천이 많고, 갈수기에는 하상을 거의 노출시키는 하천들이 많다. 따라서 하천의 하황계수(河況係數)는 한강이 1:393, 낙동강이 1:372, 금강이 1:299로 다른 나라의 하천에 비하여 대단히 크다. 그와 같이 유황(流況)이 불안정하므로 홍수 때 많은 침식이 일어나고 토사가 흘러내려서 하류에 넓은 충적지를 이룬다. 하천은 대부분 심하게 곡류하지만, 산중사행성(山中蛇行性) 곡류가 대부분이며 자유사행천(自由蛇行川)은 거의 없다.
하천의 하류 유역을 중심으로 형성되어 있는 평야 중 대표적인 것은 한강 하류의 김포평야, 안성천 하류의 안성평야(安城平野), 금강 하류의 논산평야(論山平野), 만경강과 동진강 하류의 호남평야, 영산강 하류의 나주평야, 낙동강 하류의 김해평야 등이다.

### 도서와 해안
한국 국토는 반도이고, 서해안과 남해안의 해안선이 극히 복잡하여 해안선 총연장은 1만 7,361 km(도서 포함)에 달하고 연안에 3,418개의 도서가 분포한다. 그들 도서 가운데 2,900개가 휴전선 이남, 518개가 휴전선 이북에 있으며, 유인도는 전체의 약 1/3을 차지한다. 제주도를 비롯하여 거제도, 강화도, 진도, 남해도 외, 주요 도서는 대부분 휴전선 이남의 서해안과 남해안에 분포한다.
동해안은 두만강 하구에서 부산 송도에 이르는 직선거리 809 km, 실제거리 1,727km의 해안으로 해안선은 비교적 단순하며, 산지가 해안에 가까이 있어서 넓은 평야는 없다. 해안에 따라서 사구가 발달되어 있고, 경포호와 화진포 등 석호가 여러 곳에 형성되어 있다. 또 단속적으로 발달되어 있는 반월형의 사빈(砂濱)해안은 해수욕장으로 이용된다. 사빈해안 사이에는 암석해안이 나타나며 암석해안의 단애에는 타포니가 생성되어 있는 경우도 있다. 타포니는 서해안의 암석해안에서도 발견된다. 해안에서 멀리 떨어진 해상에 화산도인 울릉도와 독도가 있다.
남해안은 부산 송도에서 전남 해남에 이르는 해안으로, 해안선이 극도로 복잡한 전형적인 리아스식 해안을 이룬다. 조차(潮差)는 서쪽으로 갈수록 점차 커지고 간석지가 곳곳에 형성되어 있어서 간척된 곳도 많다. 특히 남해안의 서부에는 약 2,000개 이상의 섬이 집중적으로 분포하고 있어 세계에서 보기 드문 다도해를 이룬다. 지절(肢節)이 다양한 해안부와 도서부 곳곳에 뛰어나게 아름다운 자연경관이 산재하며, 대략 여수반도(麗水半島)를 경계로 동부에 한려해상국립공원, 서부에 다도해해상국립공원의 두 국립공원이 지정되어 있다.
서해안은 압록강 하구에서 전남 해남에 이르는 해안으로, 직선거리는 650km이나, 실제거리는 4,719km에 달한다. 특히 서해안의 남부는 해안선이 복잡하여 리아스식 해안의 발달이 현저하다. 서해안은 일반적으로 조차가 큰데, 특히 아산만 일대에서는 대조(大潮) 때의 평균조차가 8.5m 이상이 된다. 연안의 해저지형이 비교적 평탄하고 조차가 크므로 곳곳에 넓은 간석지가 형성되어 있으며, 그 간석지는 예로부터 간척의 대상이 되어 왔다. 지금까지 실시된 대규모 간척사업 중 대표적인 것은 전북 군산시 일대, 부안군 계화도 일대, 전남 진도의 소포리(素浦里) 일대 등지에서 완공된 것들이다.
특히 인천지역은 지난 100여년 동안 전체 육지면적의 33.8%에 이르는 땅이 갯벌 매립으로 조성되었다. 그와 같은 대단위 간척사업들로 해서 서해안은 네덜란드의 해안과 더불어 인공에 의한 해안선의 형태 변화가 세계에서 가장 많은 해안으로 유명하다. 간석지 후면에는 사빈해안이 형성되어 있어 해수욕장으로 이용되기도 한다. 해안을 따라 넓은 평지가 있고, 배후 산지가 비교적 멀리 떨어져 있는 해안부에서는 곳에 따라 사구의 발달도 볼 수 있다.

### 동굴

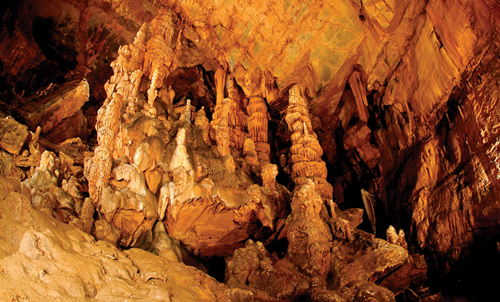
평창의 백룡동굴

한반도의 특수지형은 카르스트 지형, 화산지형이 있다. 석회암의 용식지형인 카르스트 지형은 석회암지대가 분포하는 강원과 충북 일대에 발달하였다. 카르스트 지형의 대표적인 특징인 돌리네는 주로 원형 또는 원형에 가까운 와지(窪地)를 이루며, 여러 개의 돌리네가 합쳐진 복합 돌리네도 곳곳에 형성되어 있다. 카르스트 지역에서는 하계망(河系網)의 밀도가 낮은 것이 특징이다.
카르스트 지형에서 나타나는 석회암 동굴도 대부분 강원·충북 일대에서 발견되는데, 중요한 것은 삼척의 환선굴(幻仙窟)·초당굴(草堂窟)·대이굴(大耳窟)·신령굴(神靈窟)·태백의 용연굴, 정선의 화암동굴, 평창의 백룡동굴, 영월의 고씨굴·용담굴(龍潭窟), 단양의 고수굴(高藪窟)·노동굴(蘆洞窟)·남굴(南窟)·지하굴(地下窟), 원성의 금대굴(金垈窟), 봉화의 평천굴(坪川窟), 울진의 성류굴(聖留窟) 등이다. 그들 동굴 안에는 종유석과 석순을 비롯한 갖가지 아름다운 동굴지형이 형성되어 있어 대부분의 석회암 동굴이 관광지로 되어 있다.

### 화산

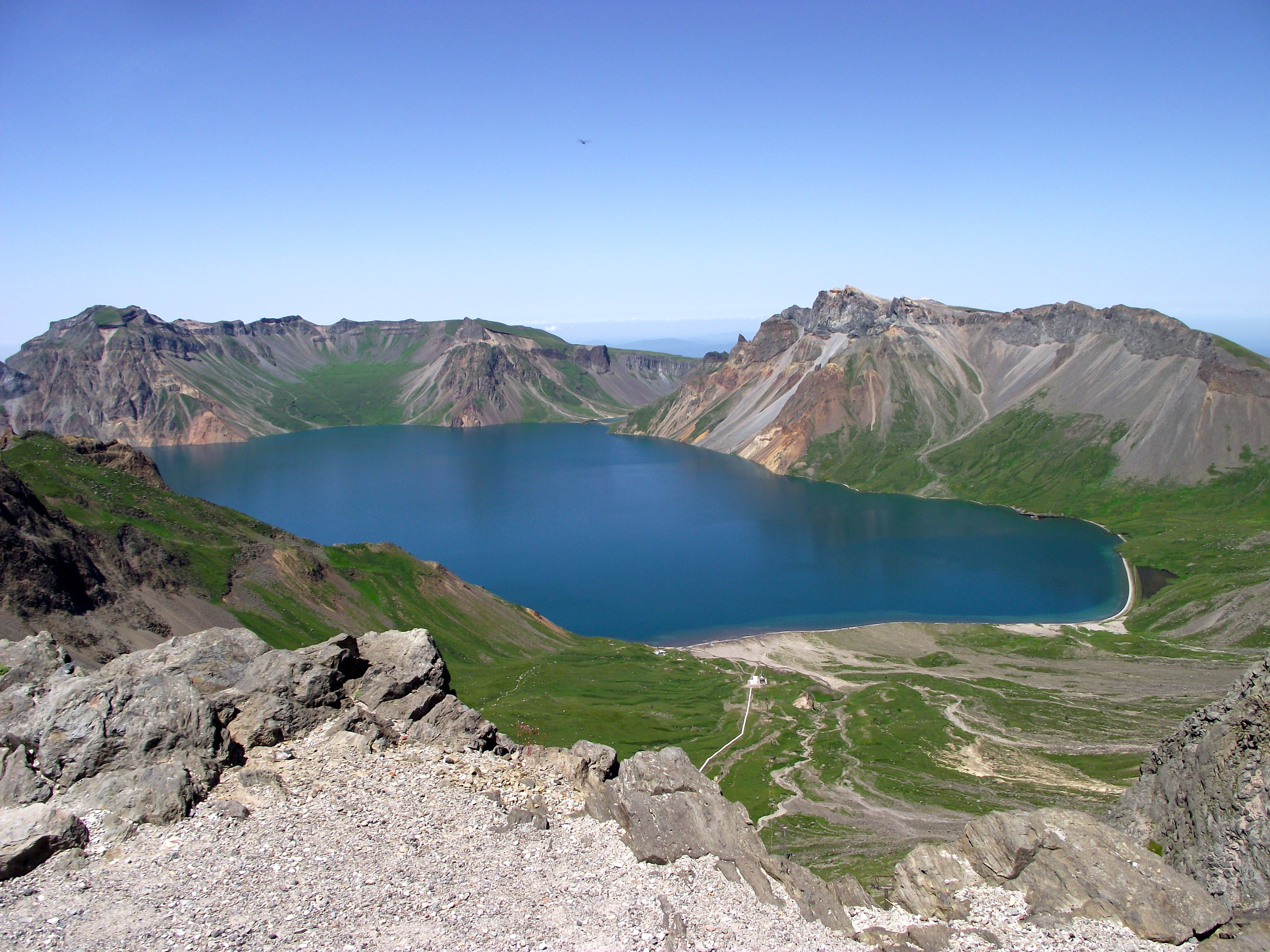
백두산의 천지

화산지형은 백두산 일대, 철원∼평강, 신계∼곡산 일대 및 제주도·울릉도 지역에 발달해 있다. 한국의 화산지형은 비교적 적게 분포하는 편이며, 그 중 대표적인 곳이 백두산 지역이다. 
백두산은 1597년, 1668년, 1702년의 세 차례 폭발 및 용암유출 기록이 조선왕조실록에 실려 있는 대로 휴화산이다. 백두산의 산정부는 제3기의 화산 폭발로 형성된 것으로 보이며, 알칼리성 조면암을 주로 하는 종상화산을 이룬다. 그러나 해발고도 2,200m 이하에서는 제4기에 용암이 분출하여 용암평원을 이루었으므로 순상화산의 형태를 보여준다. 중앙화구는 함몰되어 칼데라가 되었으며, 여기에 물이 괴어 천지라는 칼데라호를 이루고 있다.
백두산 일대에는 백두산 외에도 대연지봉(大脂峰:2,358m)·소연지봉(小脂峰:2,115m)·간백산(間白山:2,162m)·소백산(小白山:2,172m)·북포태산(北胞胎山:2,288m)·두류산(頭流山:2,309m) 등의 화산들이 있다. 특히 제4기 플라이스토세에 백두화산대의 열하(裂)를 따라 분출한 용암류는 개마고원의 일부와 만주를 덮었는데, 그 면적은 동서 240 km, 남북 400km에 이른다. 철원-평강, 신계-곡산의 용암대지도 제4기에 현무암의 열하분출로 이루어진 것이다. 당시의 열하분출의 중심지는 평강 남서부 약 3.5 km 지점에 있는 압산(鴨山:453m)이라는 작은 화산으로 추측된다.
용암류의 일부는 한강하곡을 따라 흘러내려 전곡(全谷) 일대까지 이르른 것으로 보이며, 당시 용암류가 하상으로 흘러내려 하천력(河川礫)을 덮고 있는 것을 포천군 청산면 백의리(白蟻里)의 한탄강변에서 볼 수 있다. 제주도의 화산은 제3기말에서 제4기초에 걸쳐 분출된 것으로, 화산활동을 시기별로 5기로 나눌 수 있다. 용암은 총 79회 이상 분출한 것으로 보이며 이에 따라 화산의 형태가 다르게 나타난다.

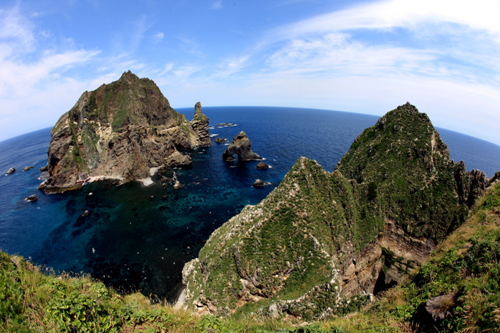
독도

한라산의 정상부는 종상화산을 이루나, 1,800m대 이하는 순상화산을 이룬다. 산정에는 동서 약 600m, 남북 500m의 화구호인 백록담(白鹿潭)이 있다. 또 한라산 산록에는 약 360개의 기생(寄生)화산이 분포하는데 대표적인 것은 천당봉(天堂峰:1,707m)·어후악(御後岳:1,025m)·어승생악(御乘生岳:1,176m)·성판악(城板岳:1,215m) 등이다. 《동국여지승람》 및 조선왕조실록에 의하면 1002년, 1007년, 1455년, 1570년에 화산폭발이 있었으므로 한라산도 역시 휴화산이다. 제주에는 또 제주 김녕굴과 만장굴, 한림의 협재굴(狹才窟)과 같은 용암동굴도 형성되어 있다.
울릉도는 종상화산으로서 형성시기는 제3기 말로 추정되며, 조면암과 안산암으로 이루어져 있다. 최고봉인 성인봉(984m) 북쪽에 화구원(火口原)인 나리분지가 있다. 나리분지는 2km2 내외의 면적으로 해발고도 약 250m에 위치하며, 분지 안에 알봉이라는 작은 화산이 있는데, 그 정상부의 소화구에는 또 다른 작은 화산이 있어서 알처럼 보인다. 독도는 2개의 화산섬으로 나뉘어 있고, 최소한 2개의 화구가 관찰된다. 그러나 생성연대는 아직 불확실하다.

## 기후
한반도는 남북으로 펼쳐져 있는 탓에 지역별로 기후가 다양하게 분포한다. 중부와 남부는 사계절이 매우 뚜렷한 온대에 속하며, 제주도 영해이남은 아열대, 북부 및 중북부는 서늘한 냉대, 북동부(함경도) 개마고원 및 극북 고산지대는 여름에는 서늘하고 겨울철이 매서운 아한대에 속한다.

### 사계절
한반도는 봄·여름·가을·겨울 4계절이 뚜렷하다.
봄
한반도의 봄은 미세먼지가 많아지기 시작한다. 나무와 꽃이 무성한 화록(花緑)이 번성한 편이기에 많은 꽃가루가 퍼져 나오며 중국 사막에서 발원한 황사, 기온이 상승하면서 중화인민공화국 동부해안에서 활발하게 가동되기 시작하는 공장등에서 많은 미세먼지가 뿜어져 나온다. 시베리아 기단이 약해지면서 여기서 갈라져 나온 이동성 고기압의 영향과 양쯔강 기단의 이동성 고기압으로, 동진할 때 뒤따르는 이동성 저기압의 영향을 받아 날씨의 변화가 심해진다. 고기압이 통과하게 되면 맑은 날씨에 기온도 상승하여 남쪽에서는 꽃이 피기 시작한다. 때로는 이상 건조나 황사 현상이 일어나며, 초봄에는 겨울 날씨 못지않은 꽃샘 추위가 나타나기도 한다. 또 저기압이 통과하면서 봄비를 가져와 농작물의 파종과 발아에 큰 영향을 미친다.
여름
장마철과 한여름으로 구별된다. 6월이 되면, 무더운 초여름이 시작되면서 여름비가 내리기 시작한다. 차고 습한 오호츠크해 기단이 서쪽으로 확대되어 한반도 일대를 덮고, 남쪽의 고온다습한 북태평양 기단도 확장되어 한반도로 접근해 온다. 이 두 기단이 서로 만나 이루어진 전선은 동서로 길게 뻗어 이른바 장마 전선을 형성한다.장마철에는 흐린 날이 많고 비가 많이 오며, 때로는 집중호우가 발생하여 홍수를 일으킨다. 계절 중 고온다습한 남서풍이 불어올 때는, 습도가 높아져 불쾌 지수가 높아진다. 장마전선이 만주 지방으로 북상하면, 하루 최고 기온이 30도를 넘는 무더위가 계속되는 한여름이 된다. 이 때는 강수량은 점차 감소하고, 때때로 소나기가 더위를 식혀 주기도 한다. 한반도 최고기온은 2018년 8월1일 강원도 홍천군에서 41.1도를 기록했다. 8월 하순이 되면 북태평양 기단이 약해지고, 만주로 북상했던 장마 전선이 다시 남하하여, 짧은 가을장마가 나타나며 남쪽에서는 태풍이 불어오기도 한다.
가을
가을철에는 고기압의 영향을 받아 맑은 날씨가 계속되는데 일사가 강하며 습도가 높지 않아, 연중 가장 쾌적한 계절이 된다. 시베리아 기단의 영향을 받는 겨울에는 날씨가 한랭건조하고 북서계절풍이 강하게 분다.
겨울
한반도의 겨울철은 매우 추우며 건조하다. 관측기록 사상 남한만으로는 경기도 양평이 영하 32.6도로 남한 역대 최저기온을 기록했으며, 한반도 전체 역대 최저기온로는 양강도 삼지연군 백두산 일원으로 영하 51도를 기록하였다. 이러한 한반도의 극성 한파의 원인은 러시아 우수리고원의 매우 차갑고 메마른 극한건성대기가 시베리아 기단을 타고 내려오는데 원인이 있다. 우수리 고원은 기온이 남극을 제외 한 세계 중 가장 낮은곳에 위치한 지역인데, 이곳에 머무른 상층 제트 기류는 제트기류의 곡변으로 바로 남쪽에 있는 한반도로 확대하면서 한반도의 기온은 낮아짐과 동시에 대기가 매우 메말라져 상당히 추워진다.

## 지정학
예로부터 한반도는 지리적으로 볼 때 대륙(중국)과 (러시아)을 잇는 가교 역할을 담당해왔다. 따라서 한반도는 동아시아의 물류 중심지가 되기에 가장 좋은 위치에 있다.
미국과 소련의 냉전 시대의 한반도는 자본주의와 공산주의의 대립의 장이었으나, 오늘날에는 점차 경제, 정치에서 세력을 넓혀가는 중국과 그런 중국으로부터 태평양지역의 방위를 위한 미국 간의 완충 지대로 인식되고 있다.

## 같이 보기
- 한국
- 한반도기
- 조선민주주의인민공화국